# 世界ツーリングカー選手権
世界ツーリングカー選手権（せかいツーリングカーせんしゅけん、World Touring Car Championship、WTCC）は、国際自動車連盟（FIA）が開催していた、ツーリングカーによるレースの名称である。

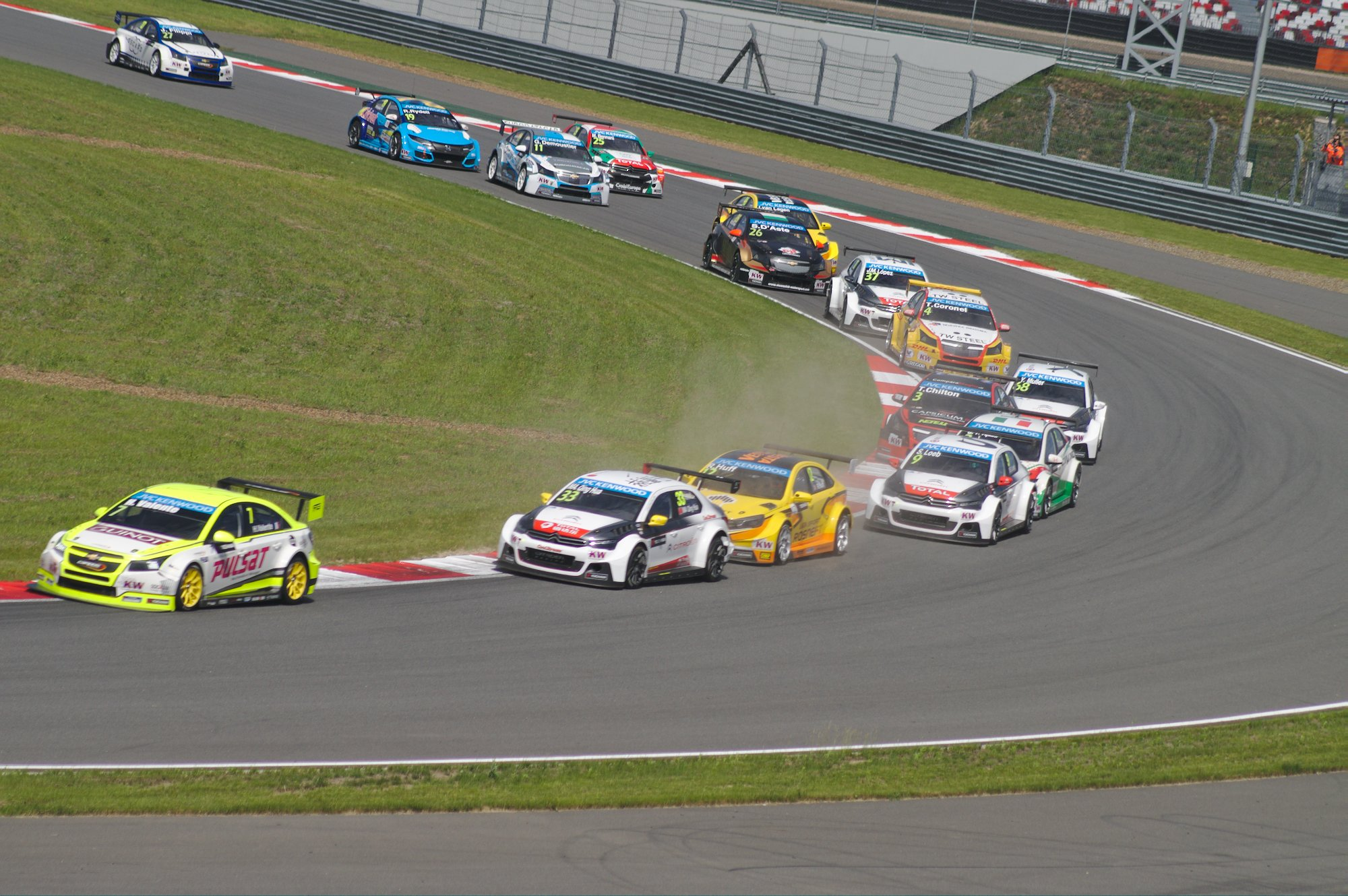
2015年WTCCロシアGP

## 概要
ツーリングカー（市販車改造車）による世界選手権（WTC）は1987年に初開催されており、当時はグループA車両によるセミ耐久レース（500km、スパ・フランコルシャンのみ24時間レース）であった。BMWvsフォードのクラスを超えた戦いは開幕戦の両者の失格に始まり、クレーム合戦やレギュレーションの解釈による不条理な罰則などといった運営や規則のトラブルが頻発し、わずか1年で崩壊した。
その後2001年から2004年までヨーロッパツーリングカー選手権（ETCC）の名称で開催されていたスプリントレースが、2005年からFIAにより再び世界選手権のタイトルが懸けられた。マカオグランプリの併催レースである「ギア・レース」も選手権の一戦として組み込まれていた。
他のレースに比べて激しいぶつかり合いが許容されていたため「ケンカレース」や、「格闘技レース」と呼ばれ、ブランパンGTシリーズの主催者であるステファン・ラテルも「ぶつかりたいならWTCCへ行け」と公に発言するほどであった。ただし、大規模な空力パーツが装着されるようになったTC1規定以降はぶつかり合いによるリスクが大きくなったため、従来ほどの激しさはなくなっていた。
興行面ではサーキットへの観客動員よりもテレビ中継を重視していて、基本的に欧州でのテレビ放映権を持つユーロスポーツによる放送に合わせてタイムスケジュール等がパッケージ化されているのが特徴。そのため観客動員が少なくても興行としての採算が取りやすい構造になっている。また新興国の開催が多いのも特徴であった。
しかし性能均衡の失敗による1メーカー独走、リーマン・ショックによる経済状況の悪化、ベースとなる市販車のフルモデルチェンジのタイミングに合わせた撤退などの負の要素が多く絡んだ結果、メーカーの関与縮小が相次ぎ、世間のシリーズへの関心が一時的に低下した。
2011〜14年にかけてダウンサイジングターボや、コスト増と引き換えに改造範囲を広げた「TC1」規定を導入したことにより、複数のワークスが参入し巻き返したかに思われた。しかし従来のBMWやセアトといった安価で戦闘力のあるプライベーター人気の高い車種が事実上締め出されてしまった上に、改善されない一社独走、各社の方針転換などから短期間で撤退劇が繰り返され、ワークスもプライベーターも従来以上に数を減らしてしまった。
一方で2015年に誕生した、プライベーターのカスタマー向けツーリングカーのTCR規定によるカテゴリが多数のメーカーで賑わいを見せていたため、FIAは2018年から"ワールドカップ"に格下げしてTCRマシンとプライベーターチームのみで争われる世界ツーリングカーカップ（WTCR）に移行させ、WTCCとしては歴史に幕が下りた。
なお、市販車ベースのカテゴリで最高峰のマニュファクチャラーが多数撤退→格下の、安価なプライベーター向けカスタマーカー規定によるカテゴリが大隆盛→世界選手権消滅でカスタマーカー規定が最高峰に取って代わるという流れは、FIA GT1世界選手権およびFIA GT選手権の事例と酷似している。

## 車両規定
当初はスーパー2000、もしくはスーパープロダクション（グループSP、2007年まで）の公認を取得した、4シーターの量産車によって行われた。改造はかなり厳しく、ホモロゲーション取得後は36ヶ月の間5カ所しかパーツを変更することができず、グループNのようにベース車両の素性が物を言う規定であった。後輪駆動車の採用や、Hパターンをシーケンシャルシフトに変更する場合は重量ハンデが課せられた。この他にも性能を均衡させるため、毎年車種ごとにも車幅や重量、空力、エンジンその他各パーツなどに細かい例外措置が設定された。
2007年からは環境意識の高まりに呼応してディーゼルターボエンジンのディーゼル2000規定やフレックス燃料の車両も参戦可能となった。ボルボはシアン・レーシングを通じてバイオ燃料で2007年から参戦を散発的に行っていたが、WTCCでも2009年からガソリン・ディーゼルともにPANTAの供給するバイオ燃料を配合したE10燃料を使用するようになった。これにより年間で7000Lの化石燃料を削減していた。2011年からのガソリン車は、WRCと共通となるGRE（グローバル・レース・エンジン）の1.6リッターの直噴ダウンサイジングターボが導入された。こうした度重なるエンジン規定の追加・変更により、2012年の前半は2.0Lガソリン・2.0Lディーゼル・1.6Lガソリンの3種類のセアト・レオンが同時に出走するという奇妙な状況が発生した。
2014年からはスーパー2000の特例となる、改造範囲を広げたTC1規定に移行。例外措置を減らす代わりにサスペンションの前後マクファーソンストラット式化が義務付けられ、市販車のサスペンション形式に囚われない開発が可能になった。最低重量は1,150kgから1,100kgへ引き下げられ、アンダーフロアはフラットボトム形状となって空力性能が向上。さらに大規模な空力パーツの装着が可能となり、タイヤサイズは大型化（240/610/17→250/660/18）、最低地上高も低く（80→60mm）されるなど、見た目がレーシングカーらしさを増し、さらにエンジンの吸気リストリクターも従来の33mm（300馬力）から36mm（380馬力）へと緩和されてラップタイムは大幅に向上した。ただ一方でトップカテゴリのレーシングカーとしてはまだ地味な方であり、その割にコストが割高だったという問題点が後から指摘されている。
TC1導入と同時に従来の1.6リッターターボのスーパー2000車両は「TC2」、地域規定のスーパー2000車両は「TCN」と呼ばれ、TC1導入後も僅かながらプライベーターが使用した。一方で2.0L自然吸気エンジンのスーパー2000とディーゼル2000は、2012年から一部イベントのみが参加可能となってチャンピオンシップを争う権利を失い、2013年以降は参戦自体が禁止された。
重量ハンデキャップ制が採用されており、レース毎に運営に指定されたウェイト（最大80kg）を積まなければならない。当初はドライバーごとに稼いだポイントに対してウェイトが加算される「サクセスバラスト」であったが、2009年から車種ごとに予選・決勝ごとの最速ラップを参照した上で各車に載せるウェイトを算出し、1ラップあたり0.3秒以内のパフォーマンス均衡を目指す「コンペンセーションウェイト」へ変更された。
タイヤは当初1年ごとにタイヤメーカーの入札を行いワンメイクのメーカーを選ぶ仕組みとなっていて、2005年はミシュラン、2006年は横浜ゴムが選ばれた。その後FIAのタイヤメーカー選定方針に変化が生じたため、2007年以降シリーズ終了まで10年以上横浜ゴムのワンメイクが継続されていた。いわゆる「コントロールタイヤ」ではあるが、車両の特性上前輪だけを酷使してしまうFFと、四輪に平等に負担をかけることができるFRではどうしても差が出てしまうため、その調整にはかなり苦心したとされる。
インディペンデントチームとそのドライバーには、WTCCトロフィー（ミシュラントロフィー→ヨコハマトロフィー）が設定された。また東アジアでの開催が多いことを鑑みて、2013～2014年のみだが、アジアラウンドに参戦するアジア人ドライバー向けに、アジアトロフィーも設定された。

## 参戦ブランド
スーパー2000規定は当時世界中のツーリングカーレースで用いられていたため、各国レースで活躍していた車両がワイルドカード参戦することも珍しくなかった。
BMW
WTCでドライバーズチャンピオンを獲得したBMWは、WTCCでも唯一のFR勢としてETCC時代から参戦。2005年末に2,600台限定の4気筒エンジンのホモロゲーションモデル「320si」を発売するほどの力の入れようであった。FFに比べてタイヤに優しく加速も有利なFRレイアウトは非常に強力な武器で、事実ETCC時代を含めればドライバーズ／マニュファクチャラーズともに4連覇するほどの実力を示した。またプライベーターからの人気も圧倒的に高く、インディペンデントチーム向けトロフィーでも最もチャンピオンを輩出したマシンとなった。しかしそれゆえに性能均衡を鑑みる上で運営や他チームからの目は厳しく、しばし槍玉に挙げられた。
GTレースへの注力やDTMへの転身のために2010年末でワークス参戦からは撤退したが、新規定の1.6リッターターボエンジンは開発され、プライベーターへの供給およびマニュファクチャラー登録は2012年まで継続された。2011年～2012年にWRCに参戦した傘下ブランドのMiniにも、このターボエンジンが流用されている。
セアト
オレカのオペレーションの下にETCC時代から参戦。元々はガソリンエンジンであったが、2007年途中から初の（そして結果的に唯一の）ディーゼル2000規定勢として、BMW勢に唯一伍する勢力として台頭。ディーゼルはエンジンそのものの重さや、ターボとインタークーラーが前輪車軸より前方にあるがゆえの重量配分の悪さというデメリットもあったが最終的には克服。BMW同様その特殊性故に運営や他チームからは厳しい目で見られ、2008年に救済措置であったフラットボトムの禁止や、無制限だった過給圧に制限がかけられるなどの制限を受けたものの、2008・2009年とドライバーズ／マニュファクチャラーズタイトルを連覇した。
本社の経営の傾きにより2009年限りでワークスとしては撤退したが、スペインのサンレッド・エンジニアリングを支援する形で、BMWと同様にプライベーターへの1.6リッターターボエンジン仕様の供給が行われた。マニュファクチャラー登録も2012年まで「SRスポーツ」名義で継続されていた。
アルファロメオ
ETCC時代から、長年ツーリングカーで関係を築いていたN-テクノロジーのオペレーションで参戦。しかし2006年からワークス体制を引っ込めてしまう。同チームが2008年にホンダに切り替えたことで完全に撤退。
フォード
WTCでマニュファクチャラーズチャンピオンとなったフォードだが、WTCCにはドイツ系チームのホットフィール・スポーツの説得により、初年度のみワークス参戦。しかし全く振るわず、一年で撤退している。
ETCC時代や2012年には、BTCCで成功を収めたプライベーターのフォーカスが参戦した。2013年もマシンを譲り受けた別チームから参戦の予定があったが、キャンセルされている。
シボレー
初年度から2012年まで、RMLのオペレーションの下にワークス参戦。ライバルのセアト、BMWが活動を縮小していた影響もあり、2010～2012年に怒涛のドライバーズ／マニュファクチャラーズ3連覇を達成した。
欧州戦略の変更により、シボレーはワークスレースから撤退し、RMLは2013年以降、独立したチームとなった。2013年、ドライバーのイヴァン・ミュラーがホンダのガブリエレ・タルキーニを大差で下し、チームは再びドライバーズタイトルを獲得した。
同年限りでチームとしてのRMLは撤退するが、同社はTC1規定車両も開発・製造し、プライベーターへのマシン供給をシリーズ終焉まで行った。
ラーダ
スーパー2000時代の2009年にフル参戦するが、イタリアの2レース以外ではシングルフィニッシュすることができなかった。
その後間が空いたが、2012年のスポット参戦を経て2013年から再びフル参戦。2013年はマニュファクチャラーとは思えないレベルの大敗を喫した（ドライバーズランキング14位）が、2014年は元王者のロバート・ハフの加入によりリバースグリッドのレース2で2度勝利。2016年はガブリエル・タルキーニによって初のフィーチャーレース勝利を挙げた。
しかし他社に見劣りすることには変わりなく、タイトル争いには加われないまま、2016年末でTCR規定に転身するために撤退した。最後のフィーチャーレースではタルキーニが2度目の勝利で有終の美を飾った。
2017年はフランスのインディペンデントチームがマシンを購入して参戦した。
ホンダ
ETCC時代から様々なプライベーターがしばしシビックやアコードを用いており、2008年にはアルファロメオから離れたNテクノロジーがマニュファクチャラー登録の上でアコードで参戦した。
その後空白期間があったが、2012年のスポット参戦を経て、2013年からJASモータースポーツのオペレーションによりシビックでワークスとしてフル参戦を開始。マニュファクチャラーズ選手権では、唯一のライバルだったラーダが苦戦する中、1年目にして世界選手権タイトルを獲得し、ドライバーズ選手権では、独立系RMLシボレーチームのイヴァン・ミュラーを除く全員を打ち負かすことができた。
2014年以降のTC1規定下では唯一のハッチバック勢として活躍するが、TC1規定下ではリアウィングの整流効果の関係上、ドラッグの少なくなるノッチバックセダンの方が空力上有利とされており、トップスピードの不足に苦しんだ。TC1レギュレーションが当初の予定より1年前倒しされたため、ホンダはシトロエンよりも大幅に車両開発期間が短くなった。2014年から2016年にかけてはシトロエンに敵わなかったが、2017年は様々なアクシデントでタイトル獲得には至らなかったものの、フィーチャーレース最多優勝とポールポジションを獲得した。
なおインディペンデント向けトロフィーでは2015年にノルベルト・ミケリスがチャンピオンとなっている。
シトロエン
2014年にWRCのレジェンドであるセバスチャン・ローブのセカンドキャリア先としてTC1規定からフル参戦。十分な準備のもとに開発されたC-エリーゼは3年間もの間ほぼ完全にシリーズを掌握し、ホセ・マリア・ロペスの独壇場と化した。シトロエンは、TC1の新規定が当初の予定より1年前倒しされ、シリーズ参戦が早まったため、他のメーカーより大幅に開発期間が長かった。さらに、WRCで同じエンジンレギュレーションを経験したこともあった。また、シトロエンは全メーカー中、圧倒的に大きな予算を持っていた。
WRCに再度本腰を入れるため、2016年末で撤退。デビューから撤退まで、ドライバー・マニュファクチャラーとも完全無欠の3連覇であった。最終年の2017年は、ローブのプライベートチーム（セバスチャン・ローブ・レーシング）がインディペンデントチームとして参戦した。
ボルボ
スーパー2000規定のSTCC（スウェーデンツーリングカー選手権）で無敵を誇ったボルボは、WTCCでは地域規定の特認車両としてしばしスポット参戦していた。2011年はポールスター・レーシングのオペレーションの下に1台体制でフル参戦するが、レース2も含めて一度も表彰台に上がれないままマニュファクチャラーズ最下位に甘んじた。
休止期間が入った後、2016〜2017年のカテゴリ末期にTC1規定のS60で、ポールスター・シアン・レーシング名義で本格的に復帰。2017年にホンダとの一騎打ちを制し、念願のドライバーズ／マニュファクチャラーズタイトルを獲得した。
その他
インディペンデント（プライベーター）チームとしてプジョー、トヨタなどのマシンの参戦も見られた。
2009年にWRCからスバルが撤退した後、当時スバルが欧州販売で力を入れていたディーゼル水平対向4気筒を用いてのWTCCへの転戦がまことしやかに噂されたことがあったが、公式からの発表は特に無く終わっている。
スーパー2000／ディーゼル2000時代の参戦コストは世界選手権としてはかなり安く、2009年時点でWRCのトップチームの予算が70億円ほどであったのに対し、WTCCは4～8億円程度での運用が可能だったと言われている。

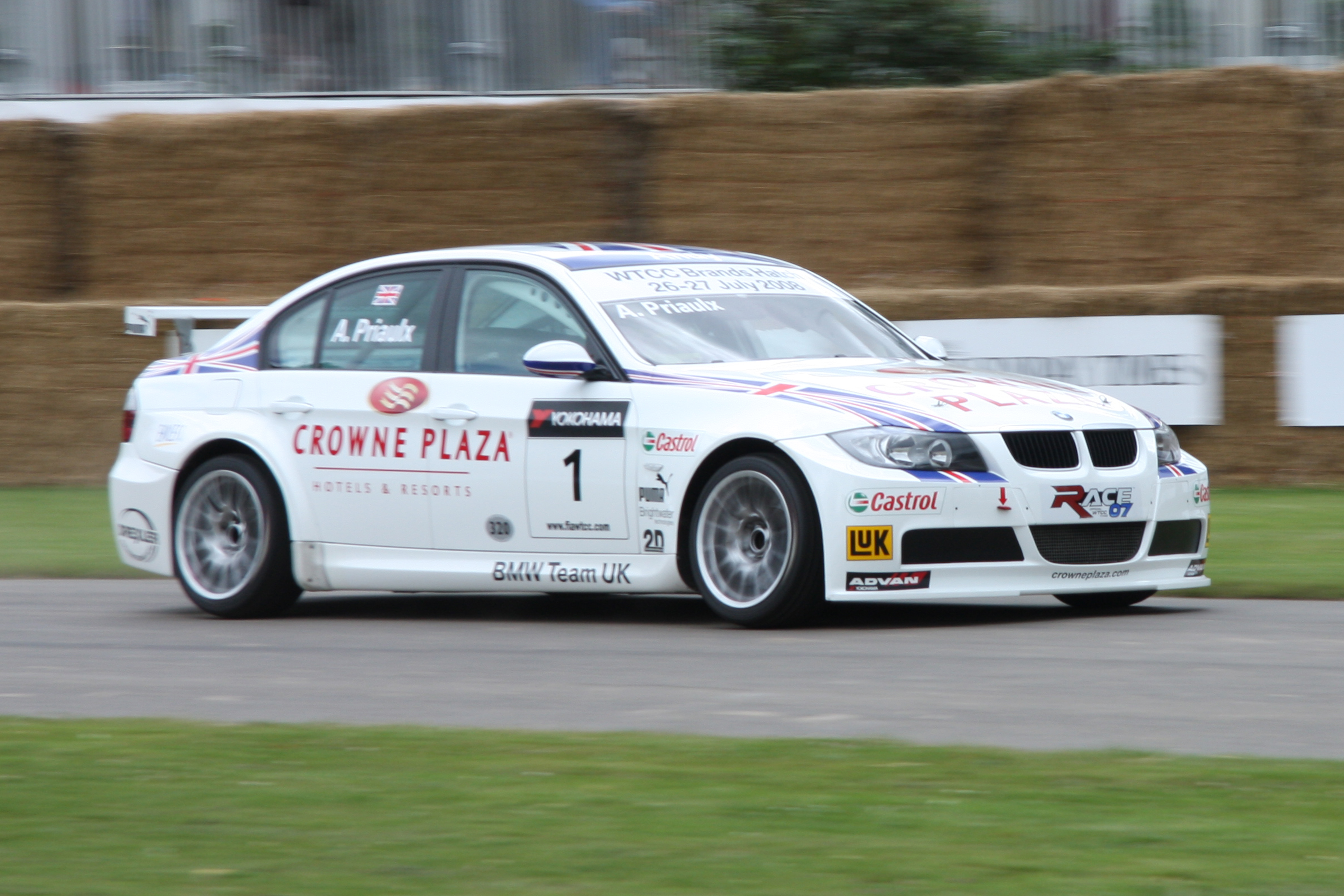
BMW・320si（2007年）
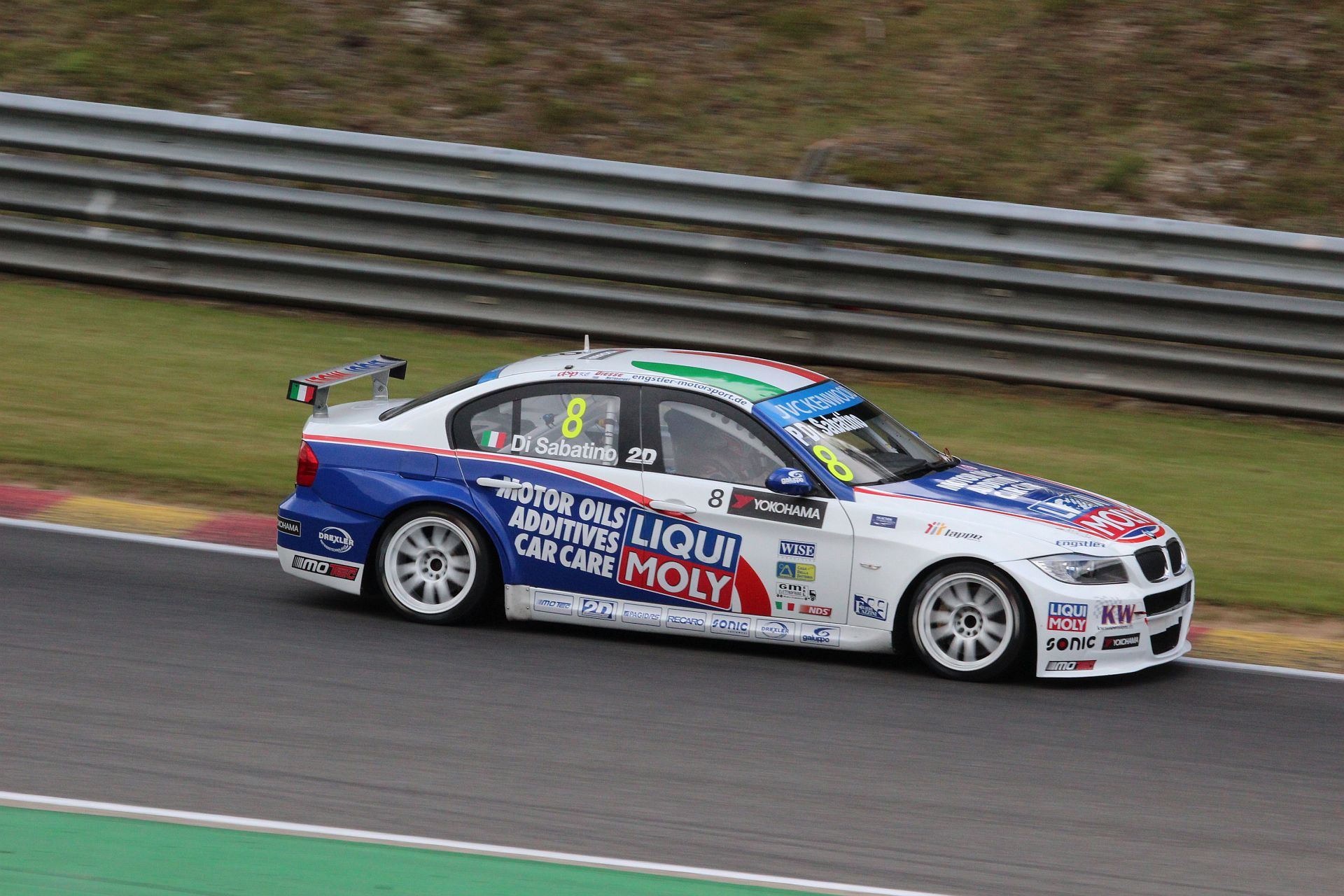
BMW・320 TC（2014年）
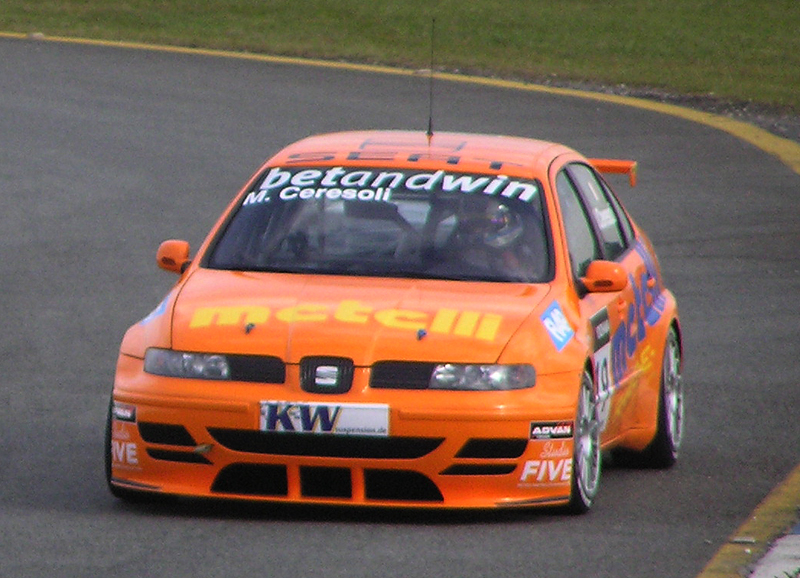
セアト・トレド・クプラ（2006年）
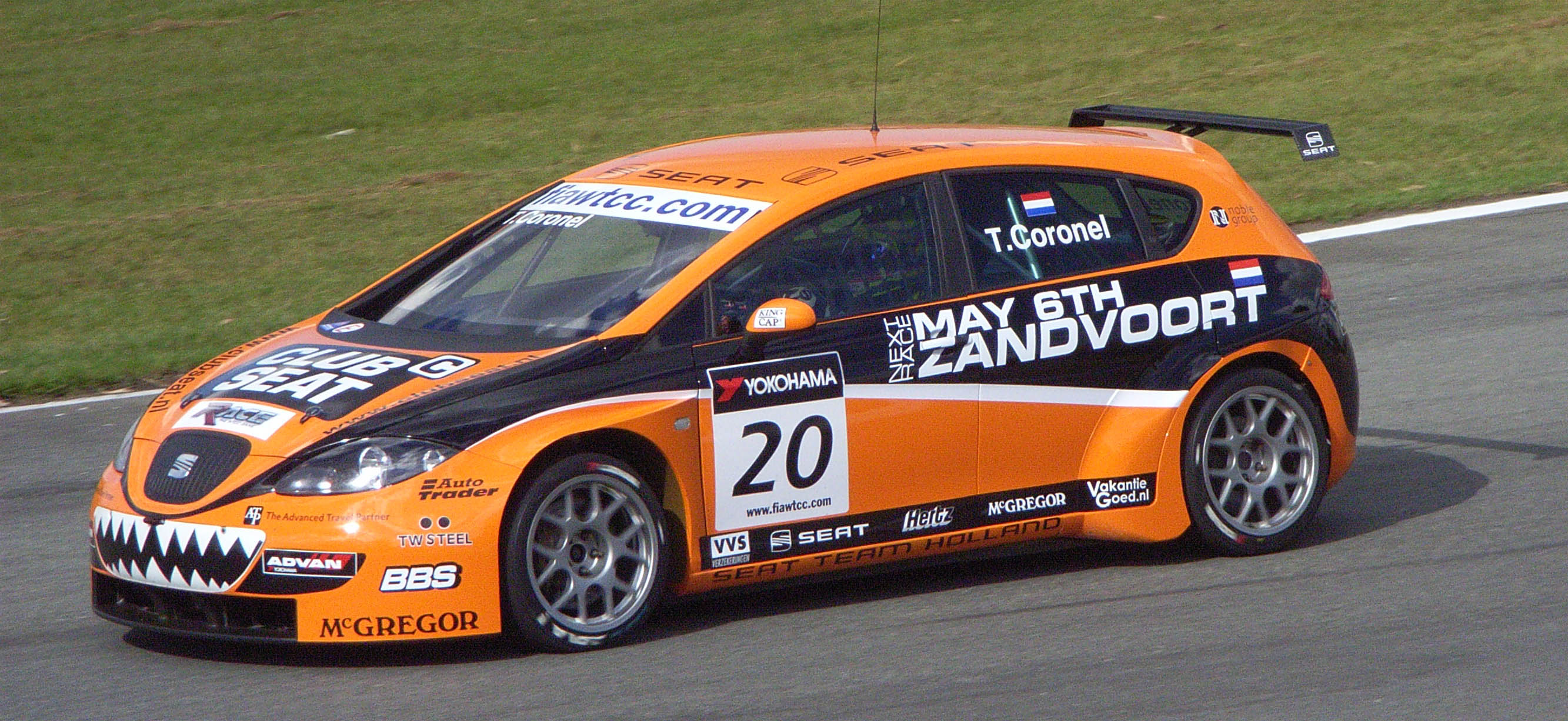
セアト・レオンTDI（2007年）
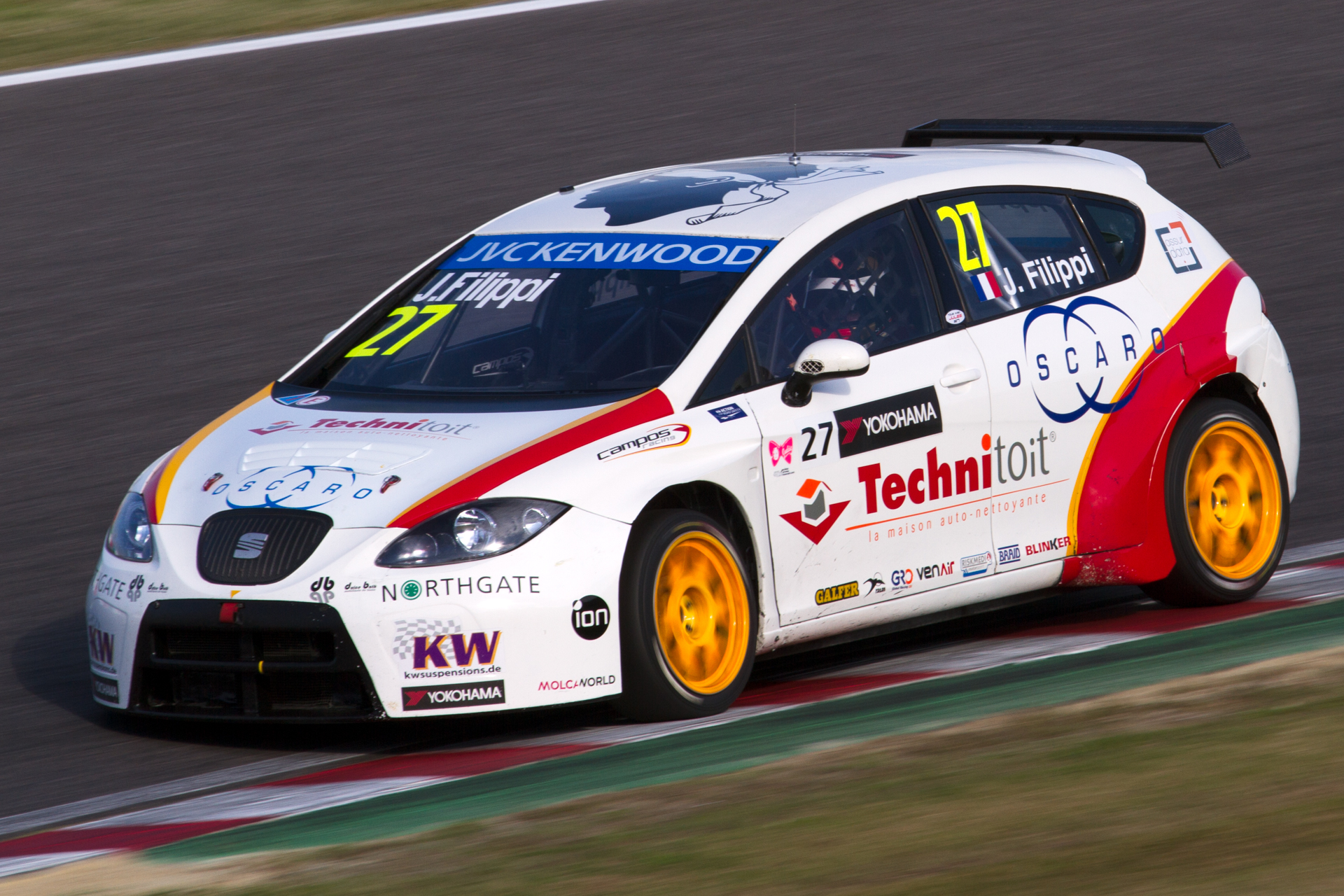
サンレッド SR レオン 1.6T（2014年）
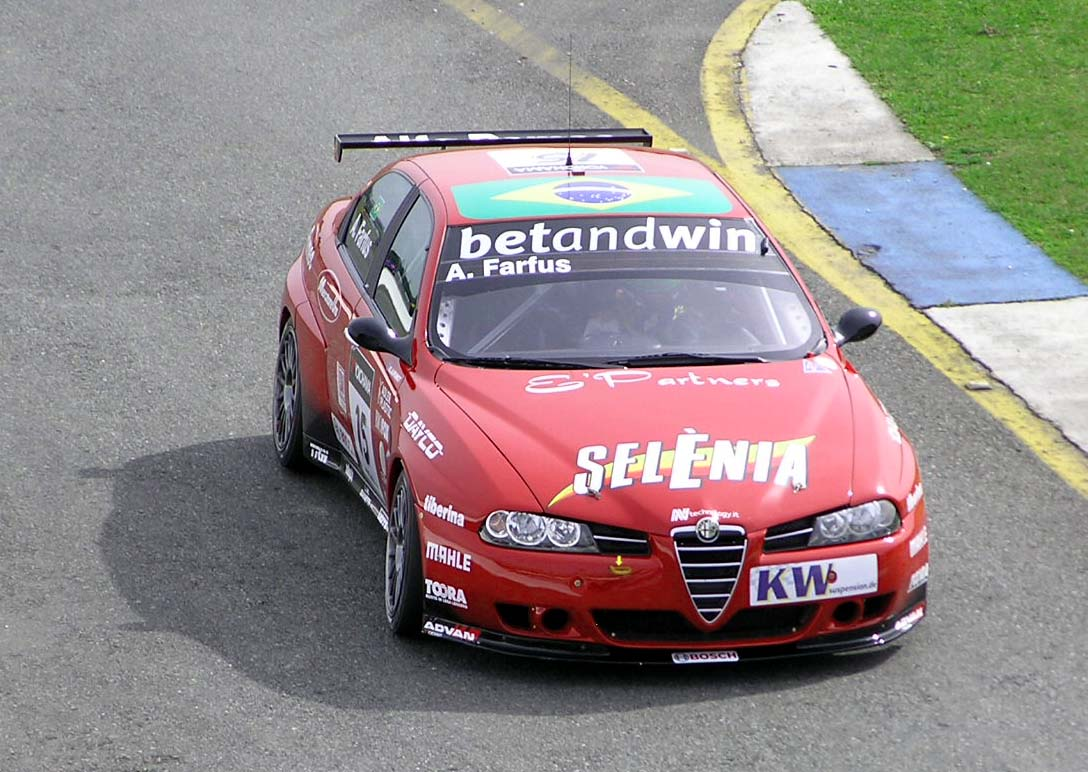
アルファロメオ・156（2006年）
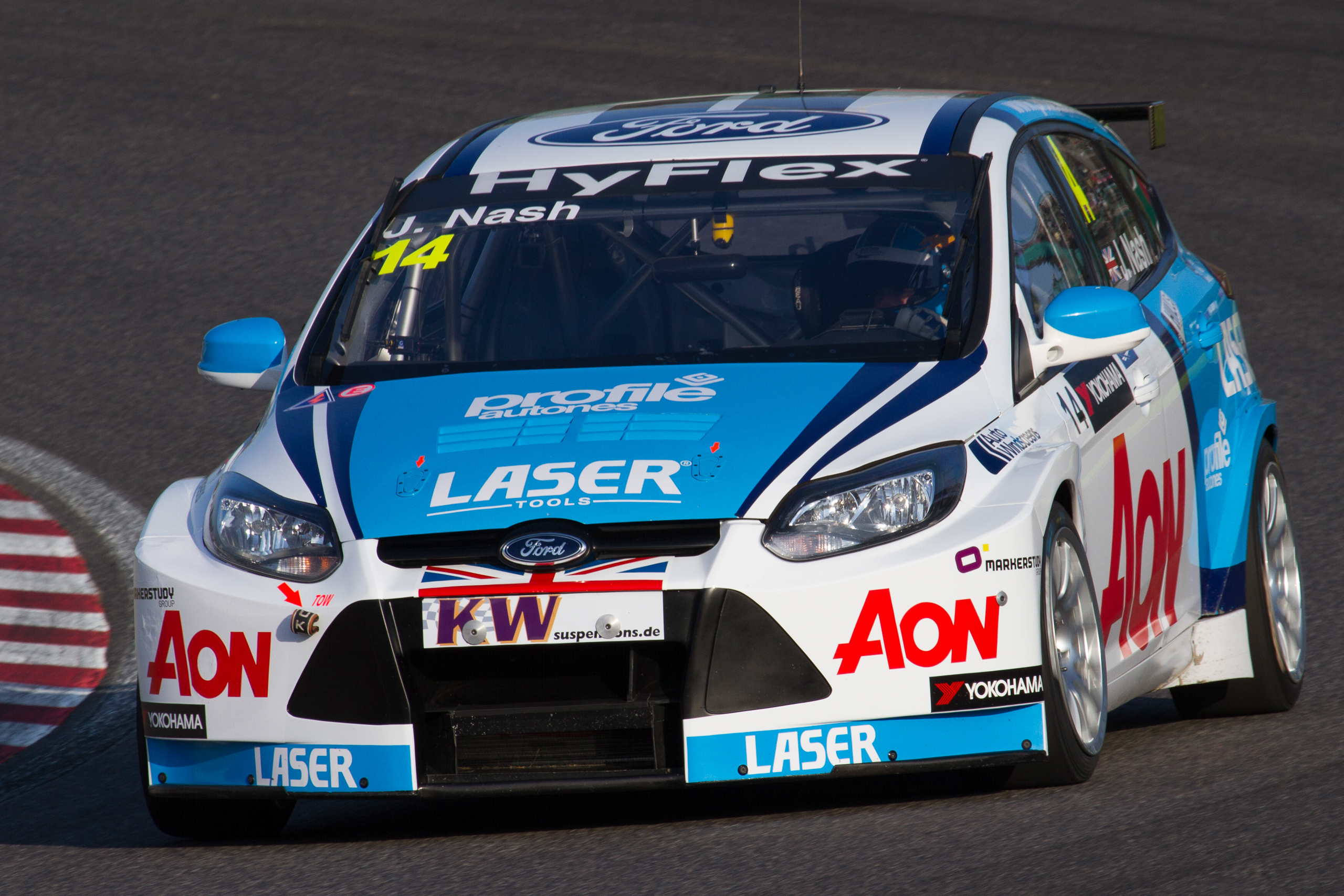
フォード・フォーカスRS（2012年）
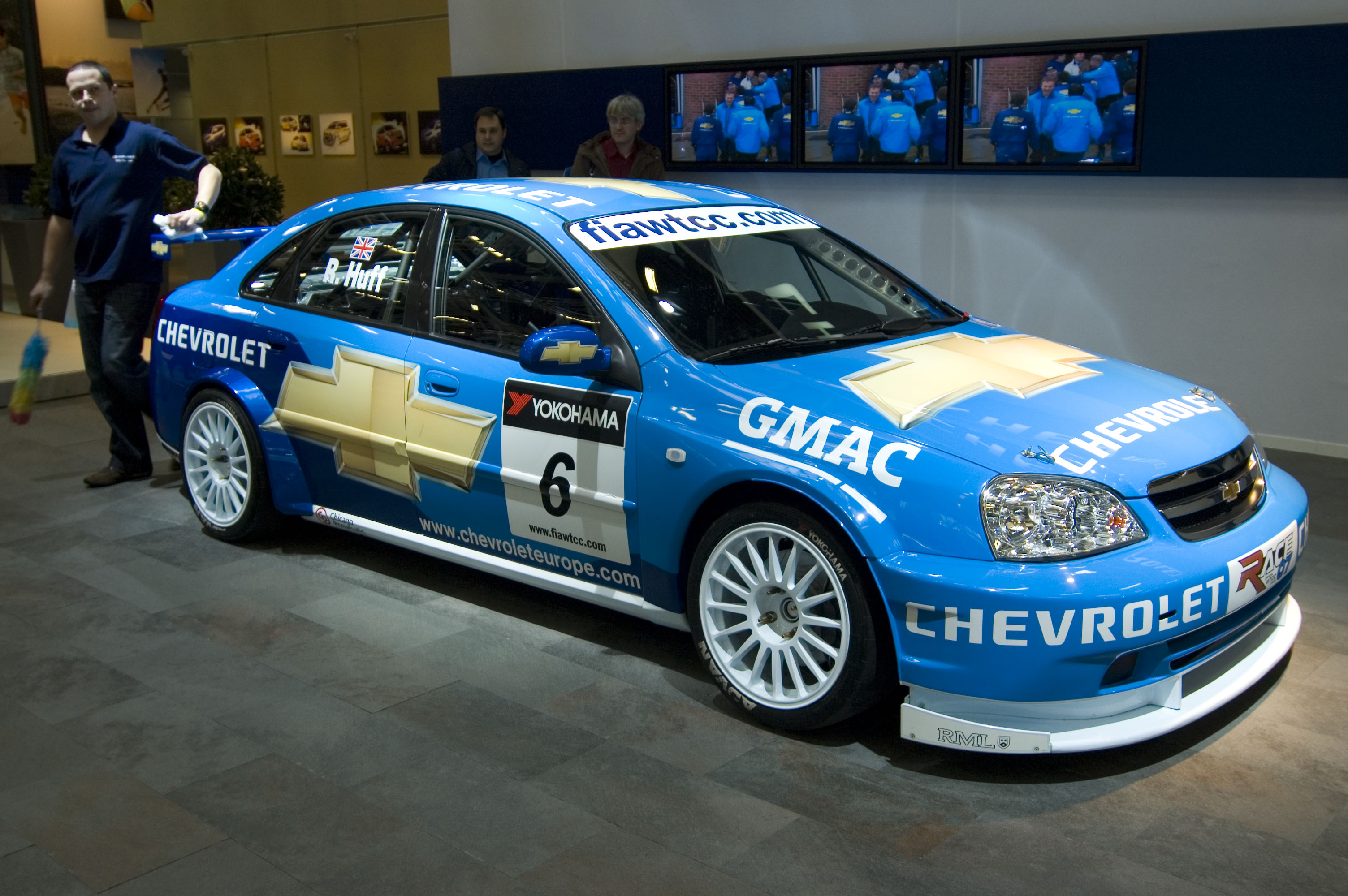
シボレー・ラセッティ（2007年）
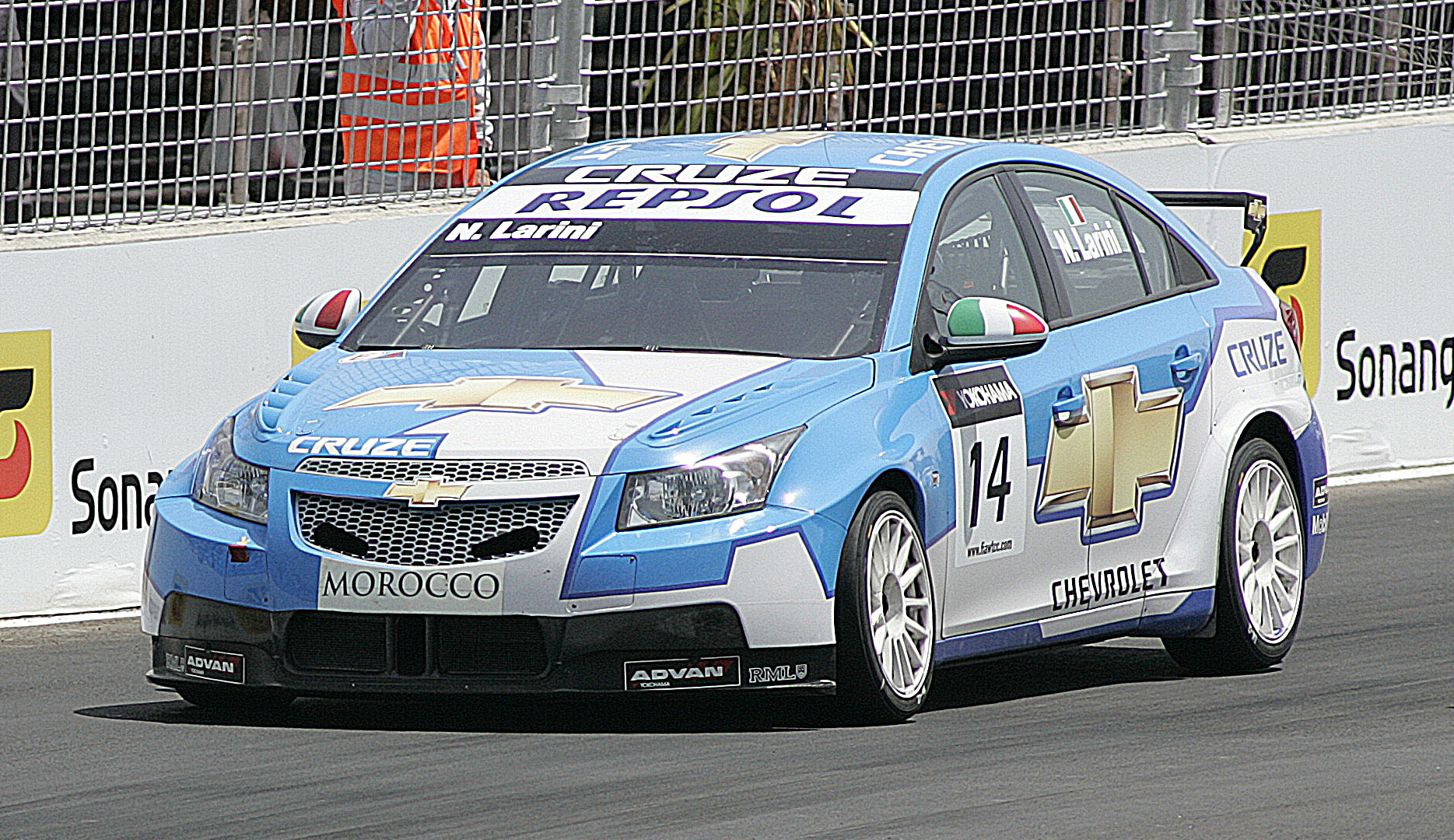
シボレー・クルーズ（2012年）
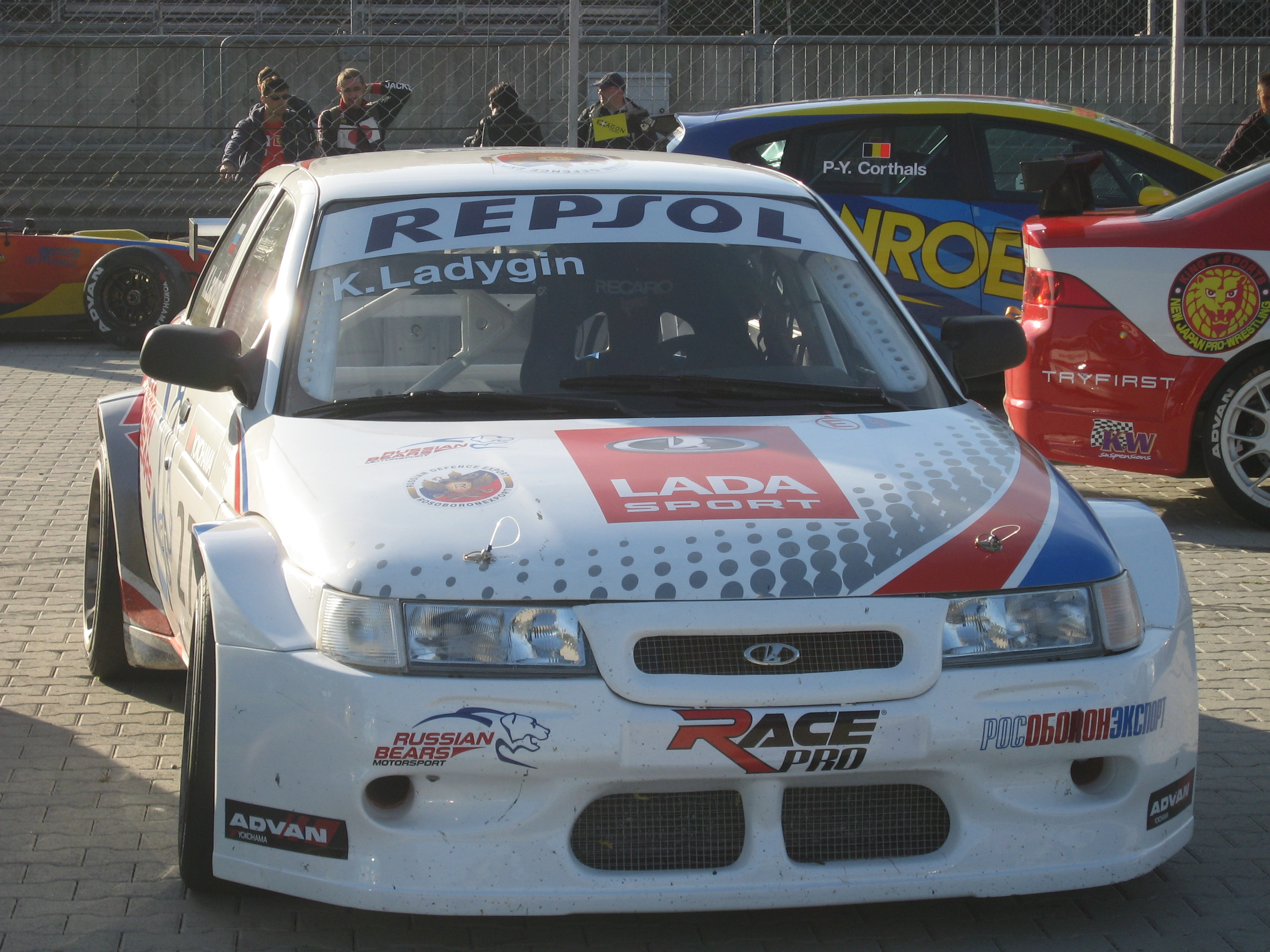
ラーダ・110（2008年）
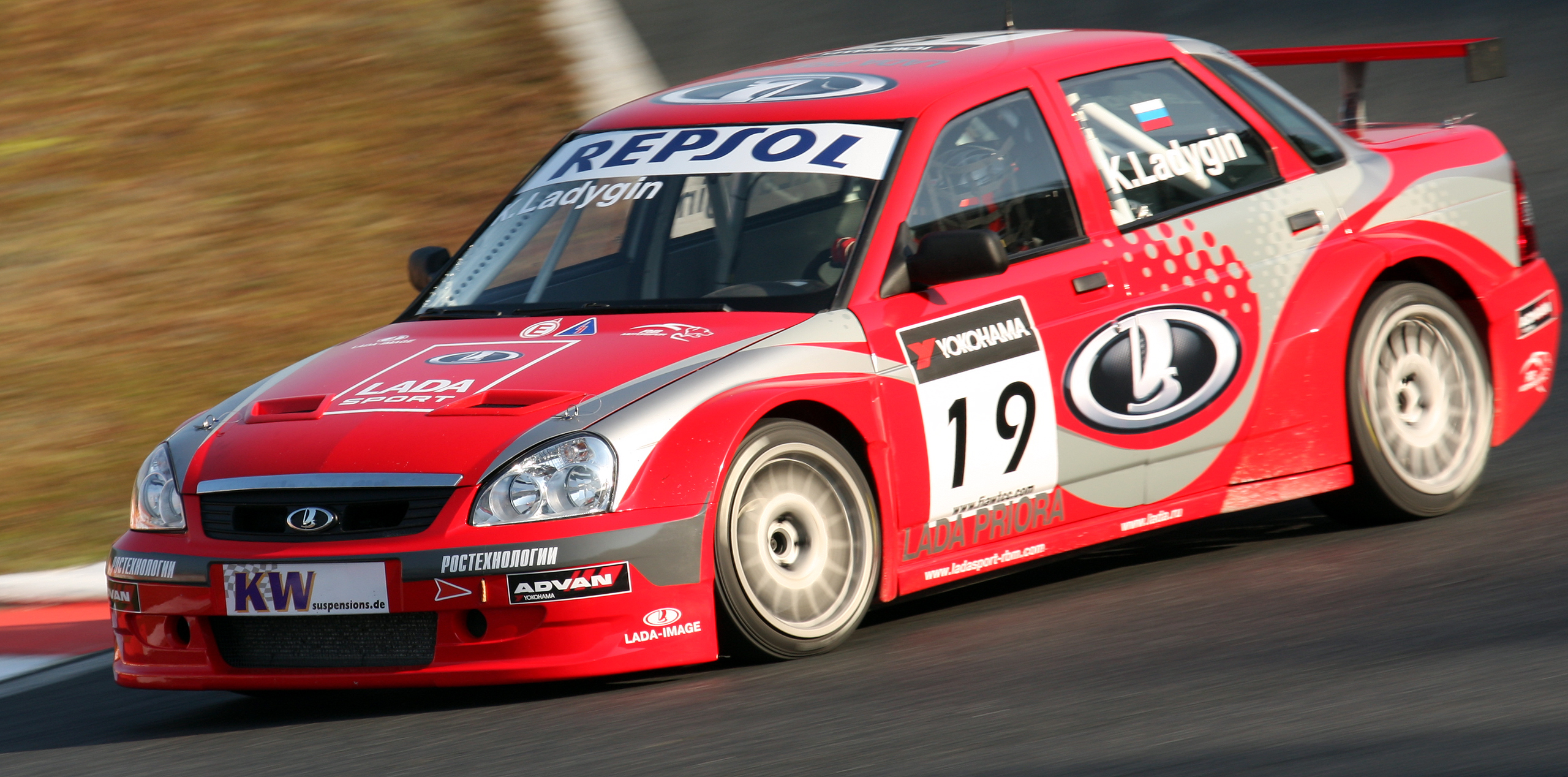
ラーダ・プリオラ（2009年）
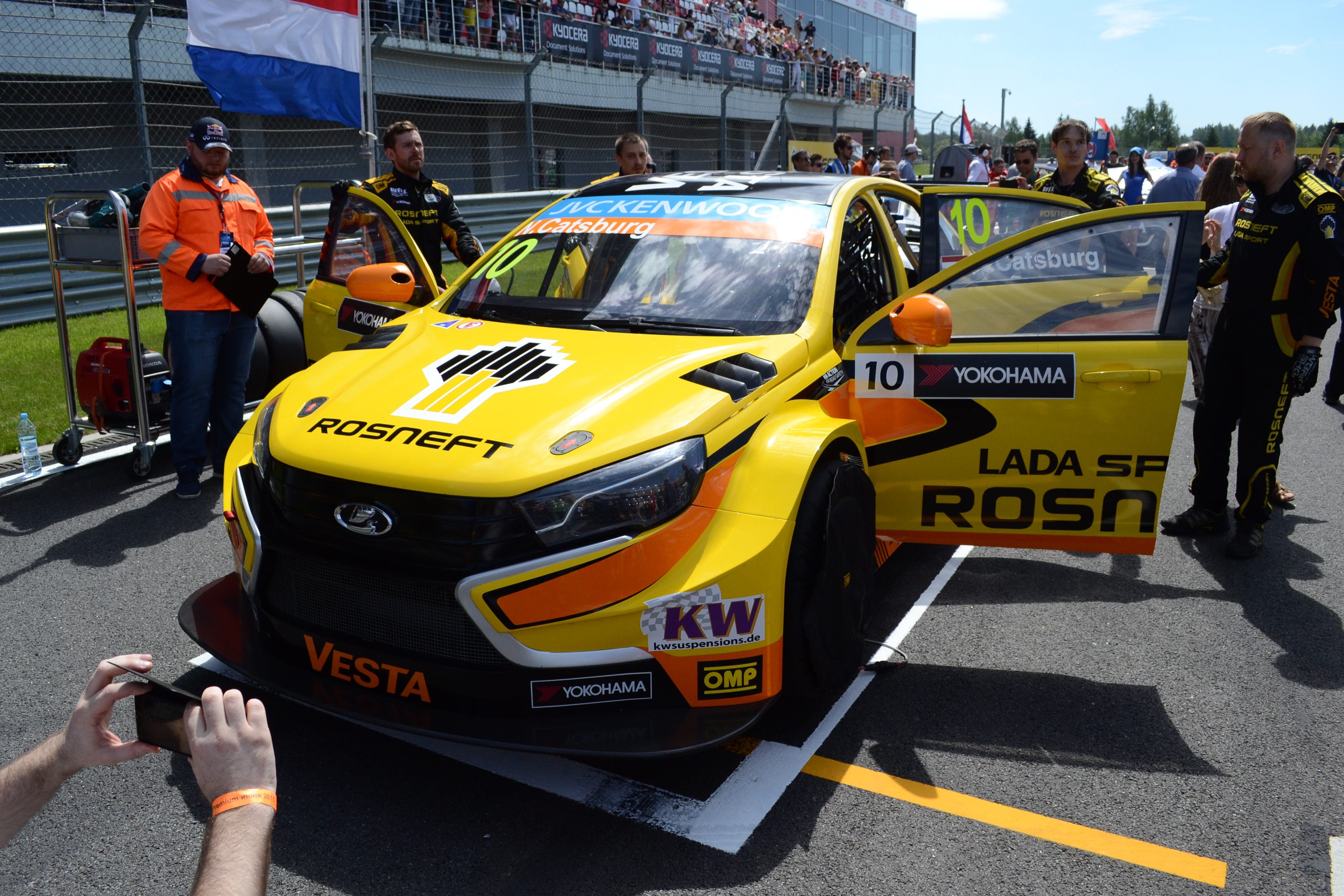
ラーダ・ベスタ（2015年）
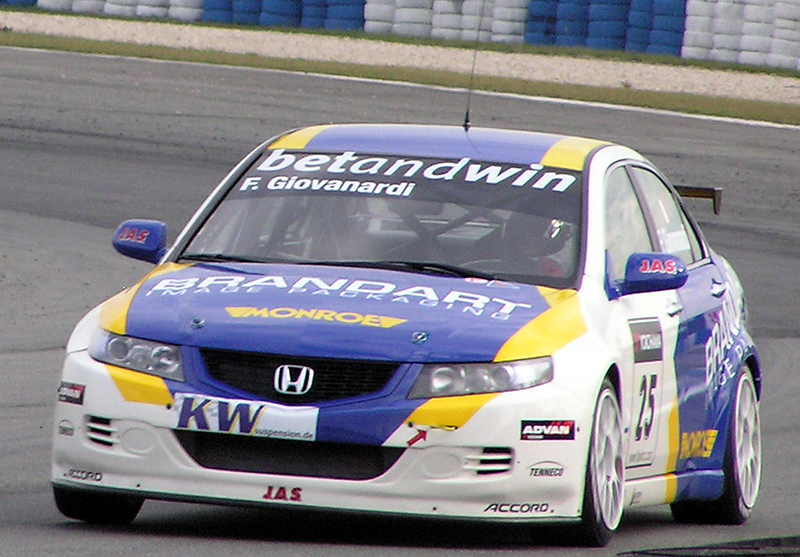
ホンダ・アコード ユーロ タイプR（2006年）
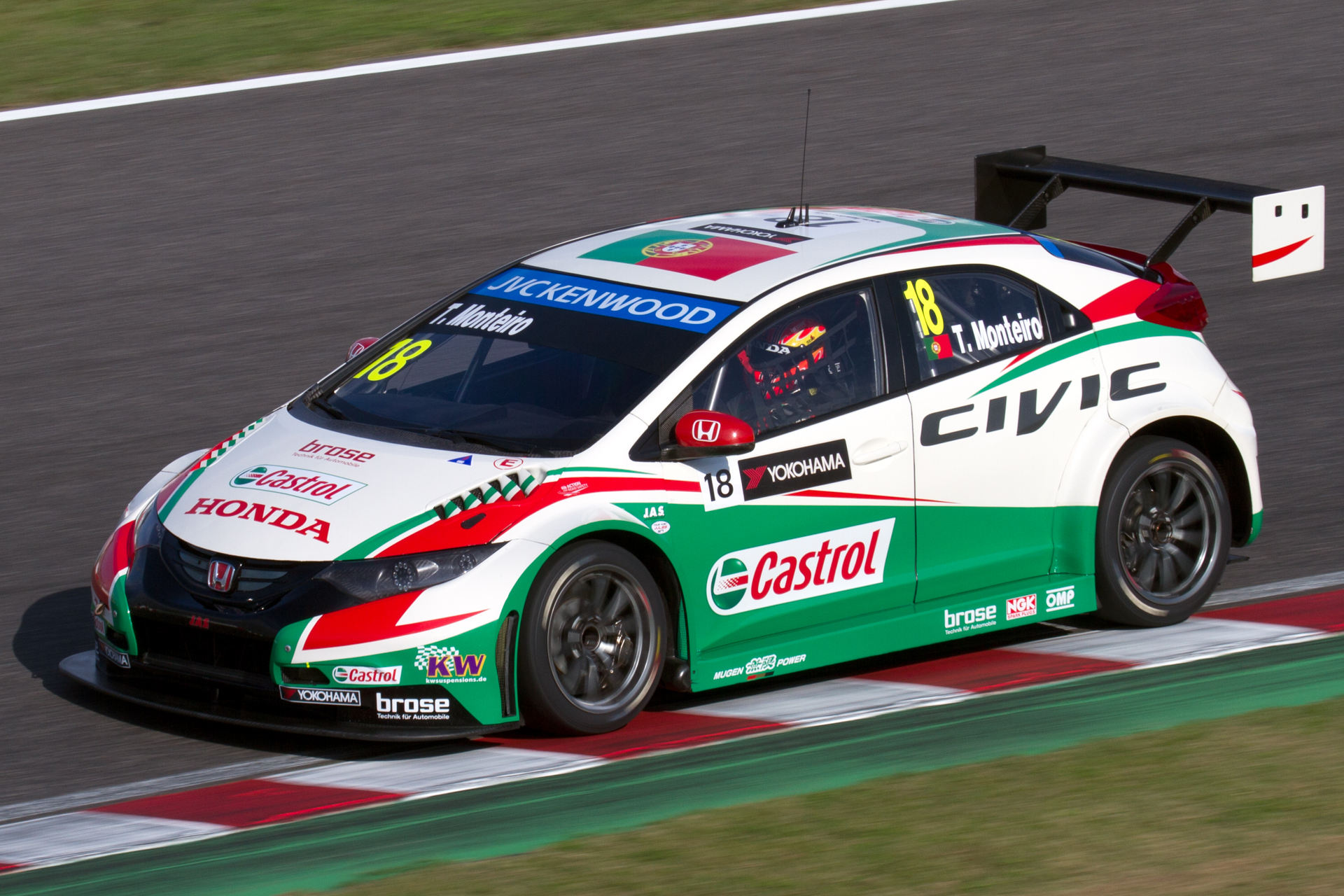
ホンダ・シビック（2014年）
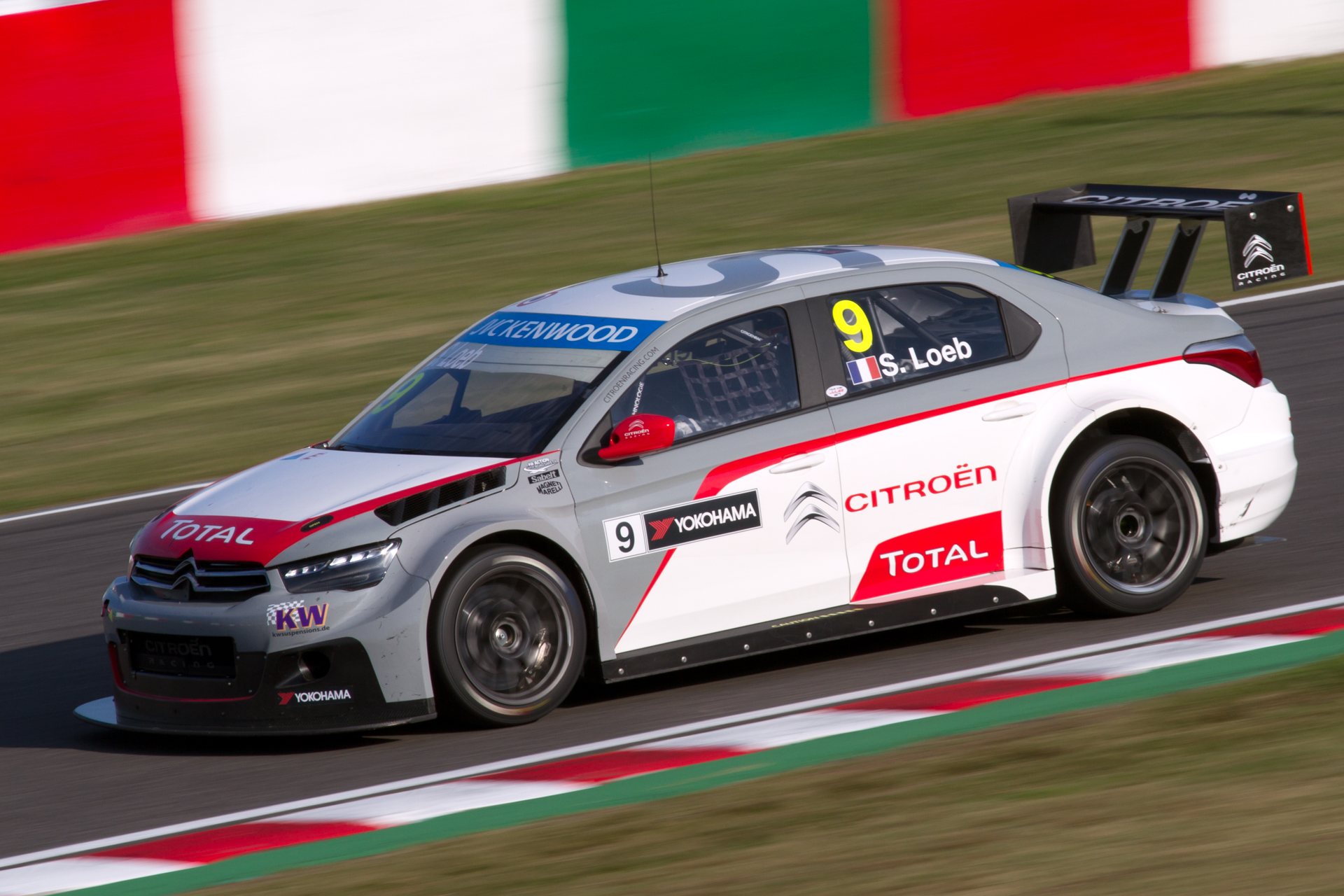
シトロエン・C-エリーゼ（2014年）
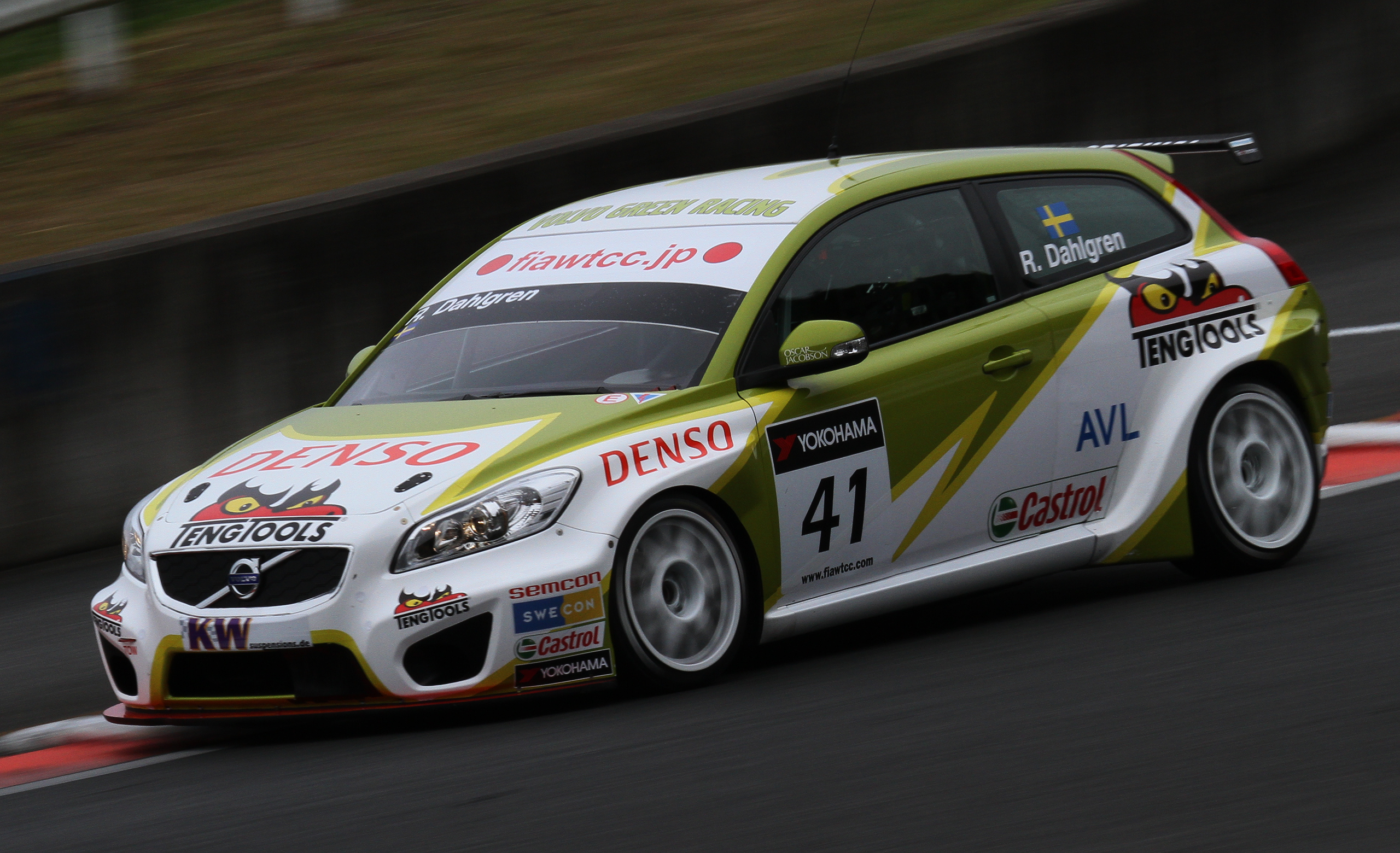
ボルボ・C30ドライブ（2011年）

## 競技進行
予選はF1同様に1周の最速タイムを競い、Q1〜Q3までのノックアウト方式で行われる。Q3の上位5台には、1位から5-4-3-2-1とドライバーズポイントが付与される。
2016年からは予選が終了した後、MAC3というイベントが開催された。これはマニュファクチャラーズタイトルを争うチームのみが参加できるタイムアタックで、同一マシンが3台で連なる様に走って2周の合計タイムを計測、その順位に応じてマニュファクチャラーズポイントが加算される競技である。
決勝はオープニングレースとメインレースの2レース制。オープニングレースはQ2のトップ10のリバースグリッドでスタートする。オープニングレースが終了して、表彰式と15分の修復時間が与えられた後にQ3までの予選結果が反映されたグリッドでメインレースがスタートする。2017年から、オーバーテイクの難しい市街地では、ラリークロス同様ジョーカーラップと呼ばれる回り道が採用されており、レース中1度はここを通らなければならない。このジョーカーラップをいつ消化するかが勝敗のカギを握る。
これらの方式の多くは、後継カテゴリのWTCRでも継承されている。

### 過去のレースフォーマット
フォーマットやポイントシステムは時代によって様々に変化している。
かつては予選は1次予選（Q1）、2次予選（Q2）の2回で行われた。第2レースのスタート順にはリバースグリッドが採用され、2次予選の上位10位のドライバーが、第2レースでは逆順に並んでスタートした（つまりQ2で10位のドライバーがポールポジションからスタートする）。
また2007年シーズンより、第1レースのスタートに際してローリングスタートが採用されていた。通常のスタンディングスタートが採用されていた前年までの開催において、FF車両のスタート加速がFR車両に対して明らかに不利となるケースが目立ったための救済措置ではあるものの、リバースグリッドの第2レーススタートに際してはスタンディングスタートのままであった。

## ポイントシステム
タイトルは総合のドライバーズ選手権、ワークスチーム向けのマニュファクチャラーズ選手権の他に、インディペンデントチームのドライバー・チーム向けにWTCCトロフィーが用意されている。

### ドライバーズ選手権
| 順位               | 1st | 2nd | 3rd | 4th | 5th | 6th | 7th | 8th | 9th | 10th |
| オープニングレース | 25  | 18  | 15  | 12  | 10  | 8   | 6   | 4   | 2   | 1    |
| メインレース       | 30  | 23  | 19  | 16  | 13  | 10  | 7   | 4   | 2   | 1    |

この他予選Q3での順位に応じて、5-4-3-2-1ポイントが与えられる。

### マニュファクチャラーズ選手権
各マニュファクチャラーチームのうち、各イベントの上位2名がポイント対象となる。順位ポイントはドライバーズ選手権と同様。例えば3マニュファクチャラーが参戦している場合上位2名のみが対象なので3×2名=6名の順位でポイントが加算される。つまりメインレースであるチームの3名が最後尾を独占してしまっても、完走さえすれば5位＋6位＝23ポイントは入手することができる。ただしリタイアが2名以上出てしまうとその分はノーポイントとなってしまうため苦しくなる。
この他メインレースの各チーム上位2名の予選順位に応じて各ドライバーのマニュファクチャラーポイントに5-4-3-2-1、MAC3の順位に応じてマニュファクチャラーに12-8-6ポイントがそれぞれ加算される。

### WTCCトロフィー
| 順位           | 1st | 2nd | 3rd | 4th | 5th | 6th | 7th | 8th |
| WTCCトロフィー | 10  | 8   | 6   | 5   | 4   | 3   | 2   | 1   |

ドライバー、チーム共に上の表に基づいてポイントが加算される。ドライバートロフィーはこれに加えてファステストラップと、ポイント対象者内の予選最上位者にも1ポイントずつ加算される。チームトロフィーは、各チームの上位1名がポイント対象となる。

## 歴代チャンピオン

### 総合タイトル
| 年     | ドライバーズ                       | マニュファクチャラーズ  |
| ------ | ---------------------------------- | ----------------------- |
| 1987年 | ロベルト・ラヴァーリア（BMW）      | フォード・テキサコ・R.T |
| 2005年 | アンディ・プリオール（BMW）        | BMW                     |
| 2006年 | アンディ・プリオール（BMW）        | BMW                     |
| 2007年 | アンディ・プリオール（BMW）        | BMW                     |
| 2008年 | イヴァン・ミュラー（セアト）       | セアト                  |
| 2009年 | ガブリエル・タルキーニ（セアト）   | セアト                  |
| 2010年 | イヴァン・ミュラー（シボレー）     | シボレー                |
| 2011年 | イヴァン・ミュラー（シボレー）     | シボレー                |
| 2012年 | ロバート・ハフ（シボレー）         | シボレー                |
| 2013年 | イヴァン・ミュラー（シボレー）     | ホンダ                  |
| 2014年 | ホセ・マリア・ロペス（シトロエン） | シトロエン              |
| 2015年 | ホセ・マリア・ロペス（シトロエン） | シトロエン              |
| 2016年 | ホセ・マリア・ロペス（シトロエン） | シトロエン              |
| 2017年 | テッド・ビョーク（ボルボ）         | ボルボ                  |

### インディペンデントチーム向けトロフィー
| 年     | ドライバーズ                     | チームズ                                          |
| ------ | -------------------------------- | ------------------------------------------------- |
| 2005年 | マルク・ヘンネリシ（BMW）        | ヴィヒャーズ・スポーツ（BMW）                     |
| 2006年 | トム・コロネル（セアト）         | GRアジア（セアト）                                |
| 2007年 | ステファノ・ダステ（BMW）        | ヴィヒャーズ・スポーツ（BMW）                     |
| 2008年 | セルジオ・フェルナンデス（BMW）  | スクーデリア・プロチーム・モータースポーツ（BMW） |
| 2009年 | トム・コロネル（セアト）         | サンレッド・エンジニアリング（セアト）            |
| 2010年 | セルジオ・フェルナンデス（BMW）  | スクーデリア・プロチーム・モータースポーツ（BMW） |
| 2011年 | クリスチャン・ポールセン（BMW）  | リキモリ・チーム・エングストラー（BMW）           |
| 2012年 | ノルベルト・ミケリス（シボレー） | ルクオイル・レーシング・チーム（セアト）          |
| 2013年 | ジェームス・ナッシュ（シボレー） | RML（シボレー）                                   |
| 2014年 | フランツ・エングストラー（BMW）  | ROALモータースポーツ（シボレー）                  |
| 2015年 | ノルベルト・ミケリス（ホンダ）   | ROALモータースポーツ（シボレー）                  |
| 2016年 | メディ・ベナーニ（シトロエン）   | セバスチャン・ローブ・レーシング（シトロエン）    |
| 2017年 | トム・チルトン（シトロエン）     | セバスチャン・ローブ・レーシング（シトロエン）    |

### ユーロスポーツ・アジアトロフィー
| 年     | ドライバーズ                |
| ------ | --------------------------- |
| 2013年 | 谷口行規（セアト）          |
| 2014年 | フェリペ・デ・ソウザ（BMW） |

## 日本開催
日本におけるツーリングカーレースの世界選手権はWTC時代の1987年、富士スピードウェイのインターTECに選手権タイトルが懸けられ開催された。この年の富士では世界スポーツプロトタイプカー選手権（WSPC）に次ぐ2つめの世界選手権レースであり、さらに鈴鹿サーキットのF1も含め、3つの異なる世界選手権が日本で開催されたのである。
2005年にWTCCとして世界選手権が復活してから、2008年からは岡山国際サーキットで開催されることになった。岡山では1994年と1995年にF1開催実績（パシフィックGPとして）があり、それ以来の世界選手権となる。2011年には、鈴鹿サーキットの東コースで初めてWTCCが開催された。なお、2.243kmの東コースは2011年にWTCCが開催されるサーキットとしては最短であった。2014年は初めてフルコースで開催されたが、2015年からはツインリンクもてぎに開催地が変更されている。新興国向けの市販車をベースとするマシンが多いため、日本では販売されていない車両の方がエントリー台数が多いこともしょっちゅうであった。
余談だが、岡山では1996年に国際ツーリングカー選手権（ITC）が開催されることになっていたが、直前にキャンセルされたことがある。なお、ITCは1996年に鈴鹿で、FIA-GT選手権は1997 - 1998年に同じく鈴鹿で開催されている。